# パシアンス・エスカリエの肖像

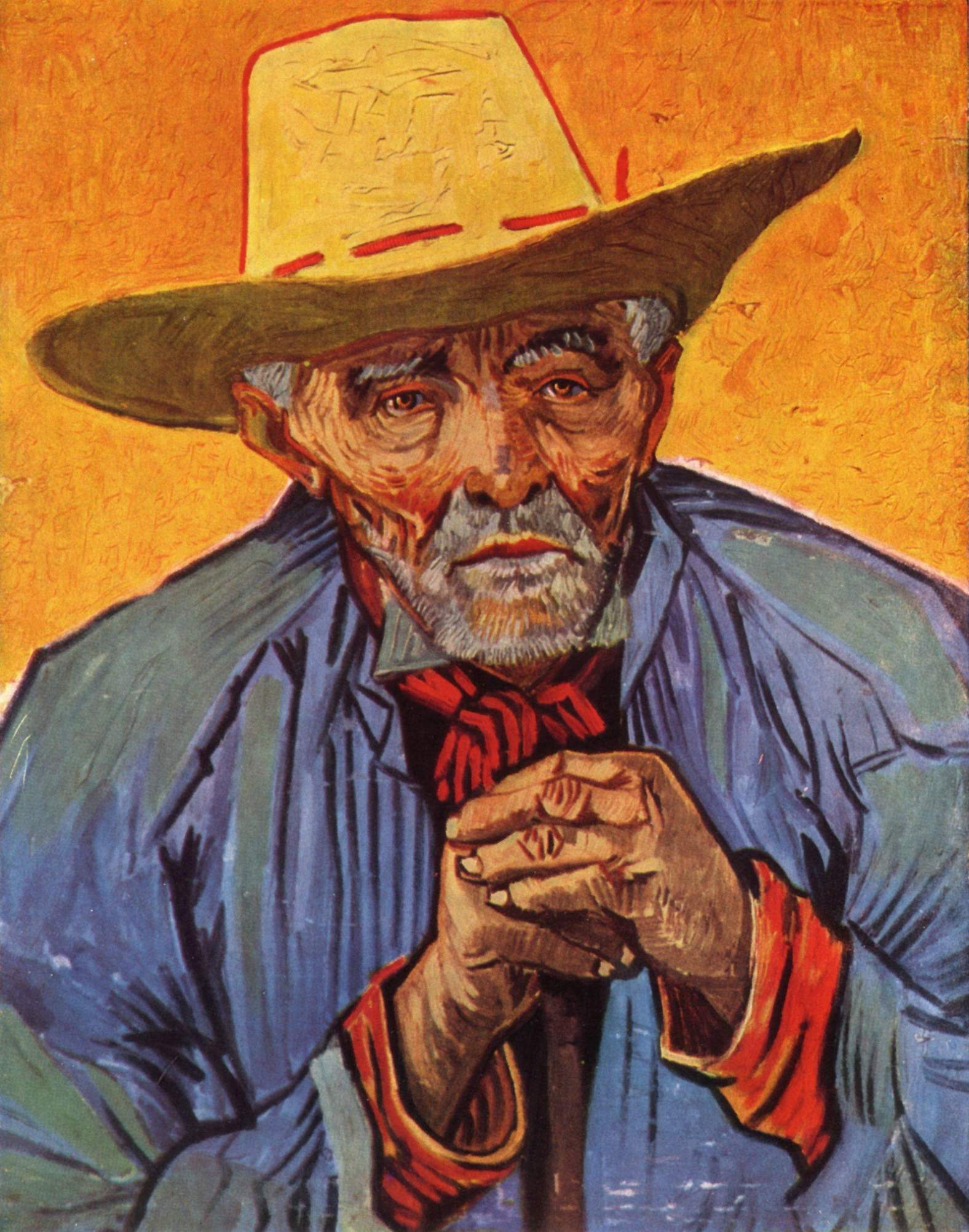
パシアンス・エスカリエの肖像、1888年、油彩、69×56cm、ニアルコス・コレクションか

パシアンス・エスカリエの肖像とは、1888年8月にフィンセント・ファン・ゴッホによって描かれた絵画。油彩。
モデルとなったパシアンス・エスカリエはアルル近郊の農夫である。彼をモデルにした絵は複数が認められている。
最初に描かれた作品、青色の壁を背に手はおろして見えない構図の作品はアメリカ・パサデナのノートン・サイモン美術館に収蔵されている。
次に描かれた作品、オレンジ色の壁を背に杖（鍬か？）を手にした構図の作品は個人蔵。（画集や名鑑ではギリシャの富豪スタブロス・ニアルコスのコレクションであったと記載されることがあるが、ニアルコス家では現在もコレクションであるかは公表していない。）